# Aleksej Karelin
Aleksej Markovič Karelin (in russo Алексей Маркович Карелин?; 10 ottobre 1967) è un regista e sceneggiatore russo.

## Filmografia parziale

### Regista
- Vremja sobirat' kamni (2005)
- Favorit (2005)